# Bitllet de deu euros
El bitllet de deu euros (€10) és el segon bitllet d'euro de menys valor i s'ha utilitzat des de la introducció efectiva de l'euro l'any 2002. El bitllet es fa servir en 22 països que tenen l'euro com a moneda única (20 dels quals l'han adoptat oficialment). Aquests 22 països representen un total de 332 milions d'usuaris.
És el segon bitllet més petit de tots amb unes mides de 127x67 mm i utilitza un esquema de colors vermell. En els bitllets de deu euros hi ha representat ponts i arcs d'arquitectura romànica.
Els bitllets de deu euros presenten diversos elements de seguretat com ara marques d'aigua, tinta transparent, hologrames i microimpressions entre altres coses, que certifiquen la seva autenticitat. El juliol del 2012 hi havia aproximadament 2.047.331 bitllets de deu euros en circulació als països de la zona euro.

## Història
L'euro va ser introduït l'1 de gener de 1999, esdevenint de sobte la moneda de més de 300 milions de persones a Europa. Durant els seus tres primers anys d'existència, l'euro era una moneda invisible perquè només s'utilitzava en comptabilitat. Físicament l'euro no va ser introduït fins a l'1 de gener de 2002, quan va reemplaçar la moneda nacional de cada país que formava la zona euro dels 12, amb preus de canvi de divisa fixats.

### Període de transició
El període de transició durant el qual les monedes i bitllets de les monedes nacionals podien ser canviats per monedes i bitllets d'euro va durar dos mesos, de l'1 de gener de 2002 fins al 28 de febrer de 2002. La data oficial en la qual la moneda nacional va deixar de ser legal va variar depenent del que decidís cada estat membre. El primer lloc on la moneda nacional va deixar de ser acceptada va ser Alemanya, que va decidir que ho deixés de ser el 31 de desembre de 2001, tot i que el període de canvi de moneda va durar els dos mesos estipulats. Fins i tot un cop les monedes nacionals ja van deixar de ser legals, encara van seguir sent acceptades pels bancs centrals de cada país durant un període mínim de 10 anys, i fins i tot en alguns casos sense límit, com en el cas d'Espanya.

### Canvis en el bitllet
Els bitllets impresos abans del novembre de 2003 presenten la signatura del primer president del Banc Central Europeu, Wim Duisenberg, qui va ser substituït en el càrrec per Jean-Claude Trichet l'1 de novembre de 2003. La firma de Trichet apareix en els bitllets impresos entre el novembre de 2003 i el març de 2012. Els bitllets impresos després del mes de març de 2012 duen la signatura del tercer president del Banc Central Europeu, Mario Draghi.
- Wim Duisenberg
- Jean-Claude Trichet
- Mario Draghi

Fins ara només hi ha hagut una sèrie de bitllets d'euro, però està planejat que es creï una nova sèrie similar a l'actual, però amb elements de seguretat més complexos per dificultar-ne la falsificació. Els primers bitllets d'aquesta nova sèrie s'aniran introduint a intervals regulars de temps durant els propers any fins que substitueixin per complet els bitllets de la primera sèrie. El disseny d'aquests nous bitllets també incorporarà elements de les diferents èpoques i estils d'arquitectura a Europa. El Banc Central Europeu anunciarà en el moment corresponent la data en què els bitllets de la primera sèrie deixaran de ser legals.

## Disseny
El bitllet de deu euros és el segon més petit de tots amb unes mides de 127x67 mm. Tots els bitllets mostren ponts i arcs d'estils històrics europeus diferents. El de deu euros hi té representat ponts i arcs d'arquitectura romànica i l'esquema de colors que utilitza és vermell. Tot i que els dissenys originals de Robert Kalina pretenien mostrar monuments reals, per raons polítiques els motius utilitzats mostren únicament exemples hipotètics de cada era arquitectònica.
Com tots els bitllets d'euro, el de deu euros conté el valor del bitllet, la bandera de la UE, la signatura del president del BCE i les inicials d'aquest banc en diferents idiomes de la UE (BCE, ECB, EZB, EKT i EKP), un mapa d'Europa, una representació dels territoris d'ultramar de la UE, les estrelles de la bandera de la UE i diversos elements de seguretat.

### Elements de seguretat

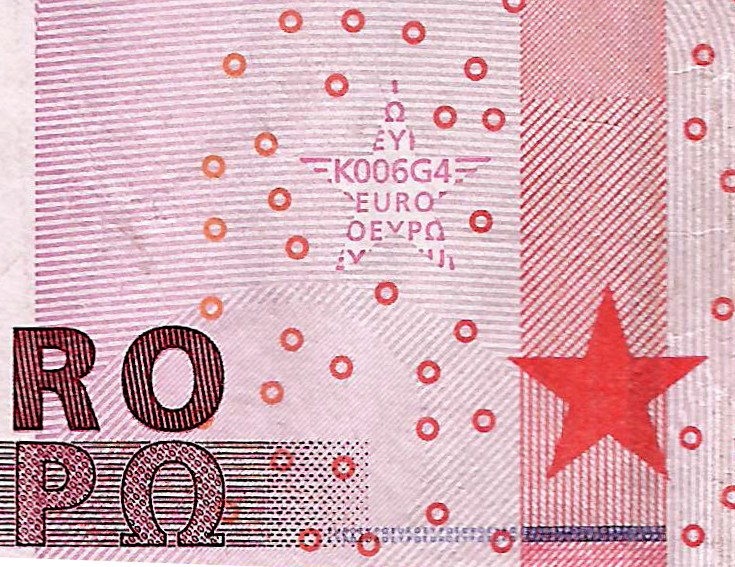
Primer pla de l'anvers, on es pot veure microtext, una constel·lació d'EURió i elements en relleu.

En ser un bitllet de poc valor, els elements de seguretat presents en el bitllet de deu euros no són tants com els dels altres bitllets. Aquests elements de seguretat són:
- Una banda hologràfica.[1] Si s'inclina el bitllet la imatge de l'holograma canvia alternant entre el valor del bitllet i el símbol de l'euro sobre un fons multicolor[12]
- Una constel·lació d'EURió.[1]
- Una banda daurada.[1] En inclinar el bitllet es veu el valor del bitllet i el símbol de l'euro.
- Filigranes[1] que apareixen quan s'observa el bitllet a contrallum.
- Impressió en relleu en alguns elements del bitllet.[13]
- Tinta visible sota llum ultraviolada.[1] Sota llum ultraviolada els bitllets tenen les propietats següent: no brillen per si mateixos, apareixen fibres en el paper de color vermell, blau i verd; la bandera de la UE es veu verda i les estrelles taronges, la signatura del president del BCE es torna verda, les estrelles i cercles del centre del bitllet brillen, i el mapa i el pont apareixen en groc o verd.[14]
- Microtext.[1] En diversos llocs del bitllet es poden caràcters reduïts de 0,2 mm que es poden observar bé amb l'ajuda d'una lupa.[14]
- Fil de seguretat.[1] Està encastat a l'interior del paper i es pot veure a contrallum.[15]
- Puntejat.[1] Si es mira la banda hologràfica a contrallum es pot veure el símbol de l'euro puntejat.[15]
- El paper.[1] El paper del bitllet està fet de fibra de cotó pur, que li confereixen una textura ferma i amb caràcter que li dona unes característiques de resistència i aspror al tacte.[13]
- Un número incomplet.[1] En una de les cantonades superiors del bitllet hi ha un número incomplet amb el valor del bitllet, que es pot veure complet si s'observa a contrallum.
- Un número de sèrie.[15]

## Circulació
El juliol del 2012 hi havia aproximadament 2.047.331 bitllets de deu euros en circulació als països de la zona euro. Això representa un total aproximat de 20.473.317 euros en bitllets de deu. El Banc Central Europeu controla la circulació i la quantitat de monedes i bitllets d'euro. És una tasca de l'Eurosistema per garantir un subministrament eficient i sense problemes de l'euro i per mantenir-ne la seva integritat a tota la zona euro.

## Seguiment
Hi ha diverses comunitats de persones a nivell europeu que, com a afició, fan un seguiment dels bitllets d'euro que passen per les seves mans, i saben per on han viatjat utilitzant l'EuroBillTracker. L'objectiu és registrar tantes dades com sigui possible per tal de conèixer detalls sobre la seva propagació, com ara des d'on a on viatgen, fer-ne un seguiment i generar estadístiques i rànquings, com per exemple, en quins països hi ha més bitllets. A data de setembre de 2012, EuroBillTracker havia registrat més de 109 milions de bitllets amb un valor superior a 2.105 milions d'euros.

## Falsificació
Els bitllets d'euro són molt difícils de falsificar perquè tenen un gran nombre d'elements de seguretat. El bitllet de deu euros és el tercer menys falsificat de tots juntament amb el bitllet de dos-cents euros. Durant el primer semestre del 2012, un 2,5% del total de bitllets d'euros falsificats eren bitllets de deu. El BCE i els bancs centrals nacionals recomanen estar a l'aguait i reconèixer els bitllets falsos amb el mètode simple de tocar-mirar-inclinar.
Per lluitar contra les falsificacions, el BCE utilitza una tecnologia avançada en impressió i utilitza una sèrie d'elements de seguretat que són suficients per dissuadir els falsificadors. També compta amb un centre d'anàlisi de falsificacions, que coopera estretament amb l'Europol. El BCE també compta amb l'ajuda del Grup de Bancs Centrals per la Dissuasió de Falsificacions, que impedeixen la falsificació per mitjans digitals i, en evitar la producció de bitllets falsos, redueixen les pèrdues dels particulars i les empreses que els puguin rebre.

## Impacte ambiental
Com a institució favorable al medi ambient, el Banc Central Europeu s'esforça molt per utilitzar els recursos naturals de manera prudent, per mantenir la qualitat de l'entorn i per protegir la salut dels ciutadans en la fabricació i subministrament dels bitllets d'euro.
Els bitllets d'euro són segurs d'utilitzar: els resultats d'avaluacions independents confirmen que els bitllets d'euro compleixen tots els reglaments de la UE relatius a un ampli conjunt de substàncies químiques que hi són presents. Totes les substàncies presents en els bitllets d'euro mostren una concentració molt inferior a qualsevol límit establert.